# P.A. Works
P.A. Works Corporation (株式会社ピーエーワークス?, Kabushiki-gaisha Pī Ē Wākusu, abbreviazione di Progressive Animation Works) è uno studio di animazione giapponese, fondato il 10 novembre 2000, con sede a Nanto, Giappone. Il presidente, nonché fondatore della compagnia è Kenji Horikawa, noto per aver lavorato per Tatsunoko, Production I.G e Bee Train prima di fondare la P.A. Works. Nel gennaio 2008 ha prodotto la sua prima serie senza collaborazioni esterne, True Tears.

## Produzioni

### Anime prodotti
- True Tears[3]
- Canaan[2]
- Angel Beats![4]
- Hanasaku iroha[5]
- Another[6]
- Tari Tari[7]
- RDG Red Data Girl[8]
- Uchōten kazoku[9]
- Nagi no Asukara[10]
- Koitabi - True Tours Nanto[11]
- Glasslip[12]
- Shirobako[13]
- Charlotte[14]
- Haruchika[15]
- Kuromukuro[16]
- Sakura Quest[17]
- Uchōten kazoku 2[18]
- Uma Musume Pretty Derby[19]
- Sirius the Jaeger[20]
- Iroduku: Il mondo a colori[21]
- Appare-ranman!
- The Aquatope on White Sand
- Paripi kōmei
- Buddy Daddies
- Skip & Loafer
- Towa no1 yuugure

### Anime prodotti parzialmente
- Blood+
- Darker than Black
- Eureka Seven
- Immortal Grand Prix
- Le Chevalier D'Eon
- Mushishi
- Spider Riders
- Tsubasa Chronicle

### Film
- Il professor Layton e l'eterna Diva
- Mai no Mahō to Katei no Hi
- Bannou Yasai Ninninman
- Hanasaku Iroha: Home Sweet Home
- Maquia - Decoriamo la mattina dell'addio con i fiori promessi
- Gekijōban Project Sekai: Kowareta Sekai to Utaenai Miku

### Film prodotti parzialmente
- Doraemon: Nobita no shin makai daibōken ~7-nin no mahō tsukai~
- Evangelion: 1.0 You Are (Not) Alone
- Fullmetal Alchemist - The Movie: Il conquistatore di Shamballa
- Ghost in the Shell: S.A.C. Solid State Society
- Sword of the Stranger

### Videogiochi animati parzialmente
- Il professor Layton e il paese dei misteri
- Il professor Layton e lo scrigno di Pandora
- Il professor Layton e il futuro perduto
- Il professor Layton vs Phoenix Wright: Ace Attorney
- Il professor Layton e il richiamo dello spettro
- Il professor Layton e la maschera dei miracoli
- Trigger Heart Exelica
- Wild Arms 3 con Bee Train